# Соболь Любов Едуардівна
Любо́в Едуа́рдівна Со́боль (уроджена Феденьова; нар. 13 вересня 1987, Лобня, Московська область) — російська політична та громадська діячка, юристка «Фонду боротьби з корупцією», зокрема, в межах проєкту «РосПил» (2011—2018), член партії «Росія майбутнього», член Координаційної ради російської опозиції (2012—2013).

## Життєпис
Народилася 13 вересня 1987 року в Лобні. У 2004 році закінчила гімназійний клас загальноосвітньої школи зі срібною медаллю. 2004 року вступила до Інституту правознавства Московської державної юридичної академії. Паралельно з навчанням працювала в Пресненському районному суді Москви на посаді секретарки судового засідання і помічниці судді. У 2006 році вступила на юридичний факультет МДУ імені М. В. Ломоносова. Закінчила навчання 2011 року з червоним дипломом.
У 2011—2012 роках брала участь в різних формах цивільно-політичної діяльности: у цивільних форумах «Антиселігер» і «Остання осінь», в опозиційних мітингах, волонтерському русі в Астрахані і допомоги Кримську, багаторазово була спостерігачем на виборах різних рівнів. З березня 2011 року є юрискою проєкту «Роспил», створеного Олексієм Навальним в цілях боротьби з корупцією у сфері витрачання бюджетних коштів.
Журнал Forbes надав Любові Соболь сьоме місце в рейтингу головних героїв 2011 року, яких мало хто знає в обличчя.
2012 року ввійшла разом зі співробітниками «Фонду боротьби з корупцією» Георгієм Албуровим, Володимиром Ашурковим, а також політологом Федором Крашенинниковим і депутатом Єкатеринбурзької міської думи Леонідом Волковим до складу політичної партії «Народний альянс» (2014 року партія перейменована на «Партію прогресу», нині називається «Росією майбутнього»).
22 жовтня 2012 була обрана за загальногромадянським списком до Координаційної ради російської опозиції, отримавши 25 270 голосів виборців за загальногромадянським списком і зайнявши п'ятнадцяте місце, випередивши таких відомих політиків, як Борис Нємцов і Сергій Удальцов.
2014 року висувалася кандидаткою з 32 округу на вибори до Московської міської думи, але в останній день подачі підписів виборців зняла свою кандидатуру, оскільки не зібрала необхідну кількість.
У березні 2016 року оголосила про намір висуватися на виборах в Державну Думу восени 2016 року від мажоритарного округу в Центральному адміністративному окрузі Москви. 24 травня відкликала свою кандидатуру через неможливість знайти підтримку ПАРНАС і «Яблука», яка дозволила б їй не збирати підписи.
З 15 березня по 31 серпня 2017 року — ведуча ранкового шоу «Кактус» на YouTube-каналі «Навальний LIVE».
19 травня 2018 року увійшла до складу Центральної ради партії «Росія майбутнього» (до 2018 року — «Партія прогресу»).
28 серпня 2018 року покинула пост керівниці «РосПіла», ставши генеральним продюсером YouTube-каналу «Навальний LIVE», а керувати «РосПілом» призначений юрист ФБК Олександр Головач.
2019 року знову взяла участь в кампанії з висунення на виборах у Московську міську Думу. На думку штабу Навального[уточнити], влада проти Соболь використовувала тактику висування громадської діячки Нюти Федермессер, яка все ж знялася з виборів надалі. Збирачі зібрали понад 6000 підписів виборців за висунення Соболь в Московську міську Думу при необхідному мінімумі в 4500 підписів, 6 липня 2019 року Соболь здала у виборчком максимально можливе число підписів — 4940. Однак уже 13 липня Соболь оголосила голодний протест, бо розцінила недопущення до виборів політичним рішенням. 14 липня Любов Соболь поміж інших кандидатів в депутати стала учасницею акцій протестів, за що пізніше її було затримано. Також вона спільно з іншими кандидатами закликала виходити щодня на Трубну площу протягом тижня, а 20 липня вийти на мітинг на проспекті Сахарова.
У 2021 році стала вести новинну програму "Що сталося?" - спочатку на YouTube-каналі "Навальний LIVE", пізніше - на своєму особистому YouTube-каналі. 
Станом на вересень 2022 року особистий канал Соболь має 188 тисяч підписників і 11,4 млн переглядів.
25 січня 2022 року внесена Росфінмоніторингом до реєстру "терористів та екстремістів".
З лютого 2022 року є учасником Антивоєнного комітету Росії.

## Особисте життя
Любов Соболь носить прізвище першого чоловіка.
Другий чоловік - антрополог і спортсмен-пауерліфтер, видавець журналу "Археологія російської смерті" Сергій Мохов. 
У 2014 році у них народилася дочка Мирослава.
У 2016 році на Мохова було скоєно напад, в організації якого Соболь звинуватила Євгена Пригожина, діяльність якого вона розслідувала у ФБК.
8 серпня 2021 року Соболь повідомила про розлучення з Моховим.
Соболь сповідує православ'я
Має спортивні розряди - кандидат у майстри спорту із самбо та дзюдо. Також раніше займалася танцями, лижним спортом і бігом. Займається йогою.
Знає французьку та англійську мови.